# 張有德
張有德（1550年—？），字道修，號中寰，河南開封府祥符縣人，民籍，明朝政治人物。

## 生平
萬曆四年（1576年）丙子科河南鄉試第七十三名舉人，八年（1580年）中式庚辰科會試第二百四十三名，三甲第十八名進士。刑部觀政，本年授真定府推官，丁憂归乡。十二年复除常州府。十六年升工部主事，十七年差荆州抽分，二十一年京察降调。二十六年起补南京户部主事，本年改北京户部，二十八年管应天仓，三十年升太原知府，三十二年考察降调。

## 家族
曾祖張諴；祖父張繼先；父張恩，曾任府同知。母胡氏；前母陳氏。